# Сърнино (област Добрич)
 За другото българско село вижте Сърнино (област Смолян).  
Сърнино е село в Североизточна България. Намира се в община Генерал-Тошево, област Добрич.

## История
Селото се споменава в османски документи под името Караджалар (на турски: Karacalar). Влиза в територията на Княжество България през 1878 г. след Руско-турската освободителна война Преименувано е на Сърнино с указ 462 (обн. в ДВ от 21 декември 1906 г.). След Междусъюзническата война преминава във владение на Кралство Румъния като част от Южна Добруджа с подписването на Букурещкия мирен договор от 10 август 1913 г.  Преминава отново във владение на България с подписването на Крайовската спогодба на 7 септември 1940 г.

## Население
Преброяване на населението през 2011 г.
Численост и дял на етническите групи според преброяването на населението през 2011 г.:
|                     | Численост | Дял (в %) |
| Общо                | 62        | 100,00    |
| Българи             | 44        | 70,96     |
| Турци               | 6         | 9,67      |
| Цигани              | 10        | 16,12     |
| Други               | 0         | 0,00      |
| Не се самоопределят | 0         | 0,00      |
| Неотговорили        | 0         | 0,00      |

## Личности
- Димитър Фудулов (1919 – 1972) – български агроном, специалист по граха и фуражното производство[5].
- Проф. дсн. Димитър Иванов Гудев – български учен, агроном, специалист в животновъдните науки и в частност физиологията на стреса при селскостопански животни и птици.[6]
- Любен Станчев – български журналист и общественик, активен деец за български малцинствени права по време на румънското управление на Добруджа.